# Rire de Jésus
La question du rire de Jésus est un topos des questions théologiques du Moyen Âge. Il s'agit de savoir si face à l'adage d'Aristote selon lequel le rire est le propre de l'homme, Jésus de Nazareth avait jamais ri (ce qui n'apparaît pas dans les évangiles canoniques).
Cette question est l'un des ressorts du roman de Umberto Eco Le Nom de la rose qui oppose l'austère bibliothécaire bénédictin Jorge de Burgos au franciscain Guillaume de Baskerville. Au jeune Adso qui lui demande « Mais pourquoi l'Évangile ne dit-il jamais que Christ riait. [...] En va-t-il vraiment comme dit Jorge ? », Guillaume finit par répondre : « Ils ont été légion, ceux qui se sont demandé si Christ a jamais ri. La chose ne m'intéresse pas beaucoup. Je crois qu'il n'a jamais ri, parce que, omniscient comme devait l'être le fils de Dieu, il savait ce que nous ferions nous, les chrétiens. ».